# Lambesc
Lambesc település Franciaországban, Bouches-du-Rhône megyében. Lakosainak száma 9951 fő (2022. január 1.). Lambesc Aurons, La Barben, Charleval, Pélissanne, Rognes, La Roque-d'Anthéron, Saint-Cannat és Vernègues községekkel határos.

## Népesség
A település népességének változása:
| Lakosok száma | 2822 | 5353 | 6698 | 8195 | 9335 | 9584 | 9672 | 9909 | 10 018 | 9951 |
|               | 1968 | 1982 | 1990 | 2006 | 2013 | 2015 | 2017 | 2019 | 2020   | 2022 |